# Saint-Georges-sur-la-Prée
Saint-Georges-sur-la-Prée é uma comuna francesa na região administrativa do Centro, no departamento Cher. Estende-se por uma área de 22,69 km². Em 2010 a comuna tinha 618 habitantes (densidade: 27,2 hab./km²).